# Уитфилд, Джун
Джун Розмари Уитфилд, DBE (англ. June Rosemary Whitfield11 ноября 1925, Стретем, Лондон, Великобритания — 28 декабря 2018, Лондон) — британская актриса.

## Биография
Родилась в Южном Лондоне, где уже в трёхлетнем возрасте была отдана матерью в танцевальную школу. Во время вынужденной эвакуации в годы Второй мировой войны в Западный Суссекс, а затем в Уэст-Йоркшир, изучала стенографию и мишинопись, после чего также посещала курсы секретариата. После возвращения в Лондон Уитфилд поступила в Королевскую академию драматического искусства, которую окончила в 1944 году.
Свою карьеру она начала на радио в конце 1940-х, а с началом нового десятилетия стала появляться на телевидении. Именно активная работа на телевидении и принесла актрисе популярность. В последующие десятилетия у неё было множество ролей более чем в шестидесяти телесериалах, среди которых «Шоу Бенни Хилла», «Так держать… Медсестра», «Ещё по одной», «Друзья», «Убийства в Мидсомере», «Доктор Кто», «Новые трюки», «Мисс Марпл Агаты Кристи», «Улица коронации», «Дуракам везёт» и «Питер Кингдом вас не бросит».
С 1955 по 2001 год актриса была замужем за Тимом Ачисоном, в браке с котором родилась их единственная дочь Сьюзи Ачисон, ставшая актрисой. Скончалась в Лондоне 29 декабря 2018 в возрасте 93 лет.

## Награды
- Орден Британской империи степени офицера (15 июня 1985) — «как актрисе»[9].
- Орден Британской империи степени командора (13 июня 1998) — «за заслуги в комедии и драме»[10].
- Орден Британской империи степени дамы-командора (16 июня 2017) — «за заслуги в драме и сфере развлечений»[11]